# Rolls-Royce 100EX
Rolls-Royce 100EX är en koncept- och experimentbil med cabrioletkaross från den brittiska biltillverkaren Rolls-Royce Motor Cars. Bilen togs fram till märkets 100-årsjubileum år 2004 och visades upp för första gången på  Internationella Bilsalongen i Genève samma år. Reaktionerna blev så positiva att man beslutade sig för att producera en snarlik variant av bilen kallad Rolls-Royce Phantom Drophead Coupé som började tillverkas sommaren 2007. 100EX är baserad på den vanliga Phantommodellen. En besläktad konceptbil, 101EX, hade coupékaross.

## Teknik
100EX är baserad på den vanliga Phantommodellen som den delar den mesta tekniken med, men har ett chassi med 16,5 cm kortare hjulbas. Motorn är en V-16 på 9 liter med 64 ventiler. Antalet hästkrafter är "tillräckligt". Den automatiska växellådan är sexstegad och drivningen sker på bakhjulen. Bilens chassi är uppbyggt kring en aluminiumram byggd i spaceframeteknik. Även karosspanelerna (skärmar dörrsidor mm) är tillverkade i aluminium. Bilen är utrustad med luftfjädring för bästa åkkomfort. I fronten har man placerat lysdioder i stället för konventionella armaturer med glödlampor.

## Design
Bilens design är starkt inspirerad av 1930-talets Art Deco, blandat med många moderna designattribut. Man vill även föra tankarna till gamla tiders lyxyachter. Sufflettluckan är täckt med stavar av teak enligt samma metod som när man lägger ett däck på träbåtar. Rolls-Royce kallar det helt enkelt "teakdeck". Interiören är (naturligtvis) klädd i läder och träpaneler på vanligt Rolls-manér. Vindrutans A-stolpar är frästa ur ett enda solitt stycke aluminium som är borstat till hög glans. Även motorhuven är tillverkad i borstad aluminium.

## Speciella finesser
Dörrarna är upphängda i bakkant s.k. självmordsdörrar.